# Saint-Clément-sur-Durance
Saint-Clément-sur-Durance település Franciaországban, Hautes-Alpes megyében. Lakosainak száma 332 fő (2022. január 1.). Saint-Clément-sur-Durance Châteauroux-les-Alpes, Guillestre, Réotier, Risoul és Saint-André-d’Embrun községekkel határos.

## Népesség
A település népessége az elmúlt években az alábbi módon változott:
| Lakosok száma | 227  | 205  | 191  | 266  | 295  | 291  | 309  | 318  | 321  | 332  |
|               | 1968 | 1982 | 1990 | 2006 | 2013 | 2015 | 2017 | 2019 | 2020 | 2022 |